# Marco Bonini
Marco Bonini, es un actor, productor y guionista italiano. 

## Biografía
Marco está casado con la actriz Sinne Mutsaers, la pareja tiene dos hijos Orlando Bonini y Maya Bonini.

## Carrera
En 2009 se unió al elenco de la segunda temporada de la serie 7 vite donde interpretó a Valerio Tempesta.
En 2011 se unió al elenco de la miniserie I liceali donde dio vida a Anton Giulio Poppi, un profesor de historia del arte.
En 2013 apareció como invitado en la primera temporada de la serie Crossing Lines donde interpretó a Lorenzo Vincente, un detective italiano y excompañero de la sargento Eva Vittoria (Gabriella Pession).

## Filmografía

### Series de Televisión
| Año         | Título                                       | Personaje          | Notas                             |
| ----------- | -------------------------------------------- | ------------------ | --------------------------------- |
| 2014        | Il restauratore                              | -                  | 2 episodios                       |
| 2014        | Don Matteo                                   | Marco Vernazza     | 2 episodios                       |
| 2013        | Crossing Lines                               | Lorenzo Vincente   | 4 episodios                       |
| 2012        | Transporter: The Series                      | Marco              | episodio "Sharks"                 |
| 2012        | Nero Wolfe                                   | Ludovico Guastalla | episodio "Scacco al re"           |
| 2012        | Tutti pazzi per amore                        | -                  | 2 episodios                       |
| 2011        | I liceali                                    | Anton Giulio Poppi | 8 episodios - miniserie           |
| 2011        | Un passo dal cielo                           | Vittorio           | episodio "Il capriolo avvelenato" |
| 2009        | 7 vite                                       | Valerio Tempesta   | 26 episodios                      |
| 2008        | Provaci ancora prof!                         | Giuseppe Verdi     | episodio "La terza vittima"       |
| 2008        | Ho sposato uno sbirro                        | Guido Alfieri      | 5 episodios                       |
| 2007 - 2008 | Carabinieri                                  | Maurizio Andreoli  | 4 episodios                       |
| 2006        | 48 ore                                       | Giudice Sogliano   | 12 episodios                      |
| 2001        | Onora il padre                               | Matteo Colonna     | miniserie                         |
| 1998        | Il figlio di Sandokan                        | Hijo de Sandokan   | miniserie                         |
| 1998        | Le ragazze di Piazza di Spagna               | Marcello           | miniserie                         |
| 1996        | I ragazzi del muretto                        | Alessandro         | episodio "Amore cieco"            |
| 1991        | L'ispettore Sarti - Un poliziotto, una città | Emiliano           | -                                 |

### Películas
| Año  | Título                            | Personaje              | Notas                                                                                           |
| ---- | --------------------------------- | ---------------------- | ----------------------------------------------------------------------------------------------- |
| 2014 | L'amore, il sole e l'altre stelle | -                      | junto a Barbora Bobulova, Claudia Gerini, Edoardo Leo & Elena Sofia Ricci                       |
| 2014 | 2047: Sights of Death             | Corporal Greshnov      | junto a Michael Madsen, Stephen Baldwin, Rutger Hauer, Danny Glover, Daryl Hannah & Kai Portman |
| 2014 | Pane e burlesque                  | -                      | junto a Laura Chiatti, Edoardo Leo, Michela Andreozzi, Sabrina Impacciatore & Giovanna Rei      |
| 2013 | Il Mediano                        | Carlo Perletti         | corto - junto a Alessandro Haber, Paolo Calabresi, Gaia Rebecchini & Gioia Crespi               |
| 2013 | Looking for Clarissa              | Andrea                 | junto a Joel Moody, Clark James Gable, Nicole Sienna & Robert Madison                           |
| 2010 | Camping 2                         | Shamalack              | junto a Franck Dubosc, Mathilde Seigner, Claude Brasseur & Mylène Demongeot                     |
| 2001 | Il terzo segreto di Fatima        | Comisario Pietromarchi | junto a Enzo Marino Bellanich, Andrea Sartoretti, Massimo De Lorenzo & Romuald Andrzej Klos     |
| 1998 | Tower of the Firstborn            | Rashid                 | junto a Ben Cross, Peter Weller, Benjamin Sadler, Guy Lankester & Heino Ferch                   |

### Escritor, director y productor
| Año  | Título                                        | Director (es)                  |
| ---- | --------------------------------------------- | ------------------------------ |
| 2014 | L'amore, il sole e l'altre stelle             | director & escritor            |
| 2014 | Elements' Experiment                          | co-escritor                    |
| 2012 | Foodies                                       | director, escritor & productor |
| 2011 | Expired                                       | corto - director & escritor    |
| 2011 | Come trovare nel modo giusto l'uomo sbagliato | escritor                       |
| 2010 | Diciotto anni dopo                            | escritor                       |
| 2009 | Miss Julie                                    | productor                      |
| 2008 | Ne parliamo a cena                            | escritor                       |
| 2007 | Billo il grand dakhaar                        | escritor & productor ejecutivo |
| 2006 | AD Project                                    | productor ejecutivo            |
| 2001 | Tutta la conoscenza del mondo                 | productor asociado             |